# Changchub Gedze
| Tibetische Bezeichnung                      |
| ------------------------------------------- |
| Tibetische Schrift: བྱང་ཆུབ་དགེ་མཛེས            |
| Wylie-Transliteration: byang chub dge mdzes |
| Chinesische Bezeichnung                     |
| Vereinfacht: 绛曲格哉                       |
| Pinyin:Jiangqu Gezai                        |

Changchub Gedze (tib. byang chub dge mdzes; geb. 1084; gest. 1167) war ein hoher Mönch der Kadam-Tradition des tibetischen Buddhismus.
Er wurde in der Region Ngari in Tibet geboren und wurde bereits in jungen Jahren Mönch. Er studierte unter anderem bei Nyen Lotsawa. Später lernte er bei Neusurpa (1042–1118) und studierte die Lampe für den Pfad zur Erleuchtung Atishas. Nach dem Tod von Neusurpa lernte bei Chayülwa (1075–1138). Er hatte seinen Sitz im Dangchen-Kloster, es gehörte zu den vier Linien des Kadam-Lehrzweigs (Chayül, Kangkang, Rinchenggang und Dangchen). Er verstarb 1167 im Dangchen-Kloster.